# Cwm (менеджер окон)
cwm (от англ. Calm Window Manager) — стековый менеджер окон для X Window Manager. Несмотря на то, что изначально cwm разработан для OpenBSD, портированные версии доступны для других Unix-подобных операционных систем.

## Описание
cwm - это стековый менеджер окон, не занимающий много места и простой в использовании.
cwm включает в себя несколько меню:
- меню запуска приложений
- меню окон (поиск запущенных приложений)
- меню SSH
- меню переключения между оконными менеджерами

Все эти меню работают по принципу «поиск по мере ввода».
cwm позволяет использовать при работе только клавиатуру, что делает его подходящим для использования в качестве терминального мультиплексора. Кроме того, он позволяет пользоваться курсором при помощи клавиатуры.

## Восприятие
cwm, как правило, тепло воспринимается в сообществах программного минимализма. cwm так же хвалят за его гибкость, простоту использования и факт того, что им можно пользоваться без мыши.